# Molophilus gingera
Molophilus gingera är en tvåvingeart som beskrevs av Günther Theischinger 1988. Molophilus gingera ingår i släktet Molophilus och familjen småharkrankar. Inga underarter finns listade i Catalogue of Life.